# توموکی کامیوکا
توموکی کامیوکا (انگلیسی: Tomoki Kamioka؛ زادهٔ ۳۰ مهٔ ۱۹۹۸) بازیکن فوتبال اهل ژاپن است.
از باشگاه‌هایی که در آن بازی کرده‌است می‌توان به باشگاه فوتبال گامبا اوساکا اشاره کرد.